# EVU „seehäsle“
EVU „seehäsle“ ist ein öffentliches Eisenbahninfrastruktur- und -verkehrsunternehmen als Eigenbetrieb des Landkreises Konstanz. Als Eisenbahninfrastrukturunternehmen betreibt er nach dem Allgemeinen Eisenbahngesetz (AEG) den Abschnitt Stahringen–Stockach von km 8,022 bis km 17,846 der Ablachtalbahn. Mit der Betriebsführung hat er die SWEG Südwestdeutsche Landesverkehrs-AG beauftragt.